# 11769 Alfredjoy
11769 Alfredjoy è un asteroide della fascia principale. Scoperto nel 1973, presenta un'orbita caratterizzata da un semiasse maggiore pari a 2,5978551 UA e da un'eccentricità di 0,0364694, inclinata di 3,06202° rispetto all'eclittica.
L'asteroide è dedicato a Alfred H. Joy (1882-1973), astronomo all'Osservatorio di Monte Wilson.